# Österreichische Botschaft in Skopje
Die Österreichische Botschaft in Skopje (mazedonisch Австриската амбасада Скопје / Avstriskata ambasada Skopje, albanisch Ambasadës austriake në Shkup) ist der Hauptsitz des österreichischen Botschafters in Nordmazedonien, dem diplomatischen Vertreters der Republik Österreich in der Republik Nordmazedonien (Republika Severna Makedonija).

## Geschichte
Das heute Mazedonien gehörte bis 1912 zum Osmanischen Reich, die diplomatischen Beziehungen der Habsburgermonarchie liefen über die Österreichische Gesandtschaft bei der Hohen Pforte in Istanbul. Das war es 1918 bis 1941 ein Teil des Königreichs Jugoslawien und dann Jugoslawiens, mit der zuständigen Botschaft in Belgrad. Mit 8. September 1991 verkündete es seine Unabhängigkeit. Die Aufnahme diplomatischer Beziehungen mit Österreich erfolgte per 23. Dezember 1994. 1995 öffnete die Nordmazedonische Botschaft in Wien.
August 1997 wurde dann die Österreichische Botschaft Skopje eröffnet. Am 21. Dezember 2001 folgte die Österreich-Bibliothek in Zusammenarbeit mit der Universität Bitola.
Mit dem Status als EU-Beitrittskandidat Dezember 2005 wurden die Beziehungen noch intensiviert. So wurde Januar 2007 ein Attaché für Kulturfragen und internationale Zusammenarbeit akkreditiert, und Juli 2007 ein Büro für den Verbindungsbeamten des Innenministeriums (Polizeiattaché) eingerichtet.
Seit 2013 lädt Österreich auch Nordmazedonien zu den Westbalkan-Konferenzen, die in Wien stattfinden.

## Nordmazedonisch-österreichische Beziehungen
Die Beziehungen zwischen den beiden Ländern sind von jeher „sehr freundschaftlich“, und Österreich ist das EU-Mitglied, dass den Beitritt Nordmazedoniens am intensivsten unterstützt.
Wirtschaftlich sind die Handelsbeziehungen für Österreich nur relativ wenig bedeutend, 2014 betrug das Außenhandelsvolumen Österreich zu Nordmazedonien 118 Mio. zu 69 Mio. Euro, das sind nur um die 0,1 % des Außenhandels,. trägt aber zur Bedeutung als einer der Hauptakteure am Westbalkan bei: Für Nordmazedonien ist Österreich nach den Niederlanden der zweitwichtigste Wirtschaftspartner, die Direktinvestition (FDI) in Nordmazedonien betrugen 2014 um die 500 Mio. Euro.
Eine wichtige Zusammenarbeit ist die Unterstützung in Polizeifragen durch das österreichische Innenministerium. Die Westbalkan-Konferenzen sind bedeutende Basis der Verständigung in wichtigen geopolitischen Fragen. Die Förderung im Bereich sozialpolitischer Fragen und der Netzwerkarbeit mit europäischen und internationalen Institutionen wird durch einen eigenen Verbindungsbeamten (Sozialattaché) des Sozialministeriums unterstrichen.
Eng ist auch der Kulturaustausch,
Neben Österreich-Bibliothek, Künstleraustauschprogrammen und Kulturveranstaltungen kümmert sich die Botschaft insbesondere um Stipendien und Forschungsförderung für Studenten und Wissenschaftler. Ein besonders Programm ist das k-education Projektbüro Skopje des Bildungsministeriums und der KulturKontakt Austria.

## Organisation
Sitz der Österreichischen Botschaft Skopje ist die nordmazedonische Hauptstadt Skopje, in der Mile Popjordanov Nr. 8 in Kozle im Stadtbezirk Karpoš.
Zur Botschaft gehört auch:
- Büro des Polizeiattachés[5]
- Büro des Sozialattachés (Sitz am Sozialministerium in Wien)[4]
- AußenwirtschaftsCenter Skopje Trgovsko oddelenie pri Avstriska Ambasada Skopje[11]

Weitere diplomatische Stellen:
- Honorargeneralkonsulat Skopje[12]
- Honorarkonsulat Bitola[13]
- Österreich-Bibliothek Bitola (Avstriska biblioteka);[13][2] in der Nationalen Bibliothek der St.-Kliment-von-Ohrid-Universität Bitola (NUUB Sv. Kliment Ohridsk)[14]
- Der Verteidigungsattaché für Nordmazedonien residiert ebenfalls in Belgrad[15]

## Liste der Österreichischen Botschafter
Liste lückenhaft
| Name                        | Amtszeit                       | Anmerkungen                                                                   |                             |
| Österreich → Nordmazedonien | Österreich → Nordmazedonien    | Österreich → Nordmazedonien                                                   | Österreich → Nordmazedonien |
| --------------------------- | ------------------------------ | ----------------------------------------------------------------------------- | --------------------------- |
|                             | … –                            |                                                                               |                             |
| Philipp Hoyos               | (?)–2011                       | davor u. a. Botschafter in Jordanien                                          |                             |
| Thomas Michael Baier        | November 2011 – September 2015 | davor Botschafter in Äthiopien, bei der AU, Botschafter in Algerien, ITF/IHRA |                             |
| Renate Kobler               | September 2015 –               | davor Botschafterin in Estland                                                |                             |